# Julien Leonardelli
Julien Leonardelli (ur. 14 lipca 1987 w Lavelanet) – francuski polityk i samorządowiec włoskiego pochodzenia, poseł do Parlamentu Europejskiego X kadencji.

## Życiorys
Z zawodu doradca klienta. Zaangażował się w działalność polityczną w ramach Frontu Narodowego, przekształconego w 2018 w Zjednoczenie Narodowe. Etatowy działacz partyjny, od 2013 odpowiadał za struktury FN w departamencie Górna Garonna. W 2016 zasiadł w radzie regionu Oksytania, a w 2020 został także radnym miejscowości Fronton. W 2017 Marine Le Pen powołała go na pełnomocnika do spraw odbudowy regionalnych struktur ugrupowania. Dołączył do biura krajowego RN. W wyborach w 2024 uzyskał mandat deputowanego do Europarlamentu X kadencji.